# Шинода Гисабуро
Шинода Гисабуро (篠田 儀三郎, 1852 — 8. октобар 1868.) био је јапански самурај касног Едо периода који је служио клану Мацудаира, феудалне области Аизу. Био је вођа издвојене јединице младих Бјакотај самураја верни шогунату који су на врху Имори брда погрешно закључили да је њихова војска потучена у борби против царских јединица. Мислећи да је Аизу-вакамацу замак запаљен, заједно извршавају ритуално самоубиство - сепуку а њихова тела проналазе локални мештани. Шинода је имао само 16 година а у целој јединици спасао се само Инума Садакичи који, неуспео у свом покушају да се убије, пренео причу о догађајима који су се збили тог дана.